# Дворец Валицкого (Гродно)
Дворец Валицкого в Гродно (дворец Дзеконских, дворец вице-администратора, дворец администратора) — памятник архитектуры XVIII века, окружённый парком. Находится на улице Горького 2.

## История

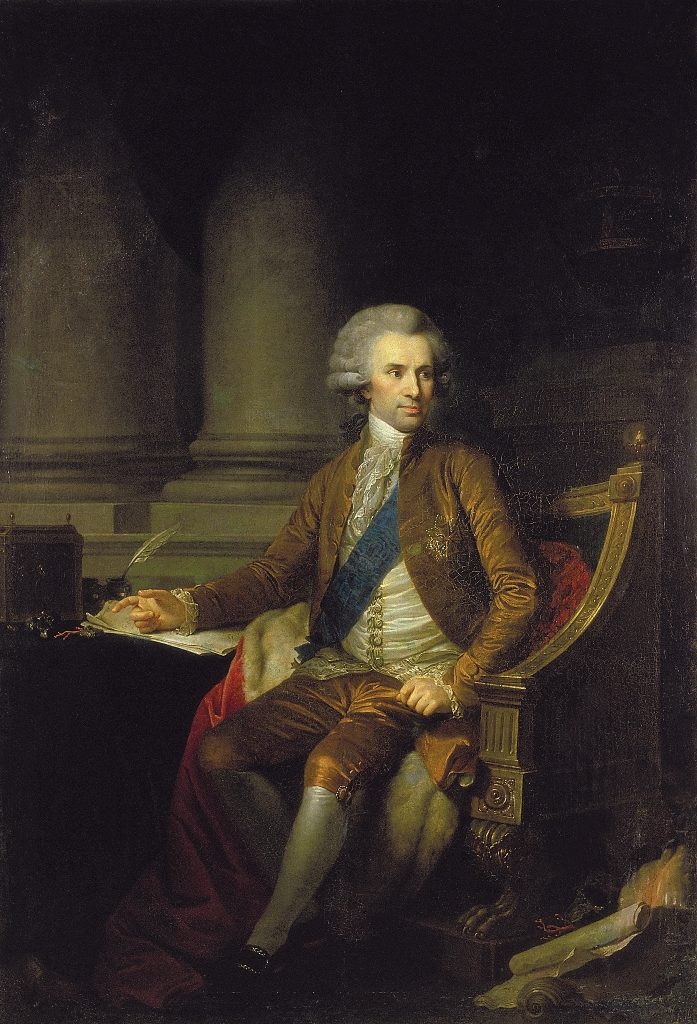
Портрет хозяина дворца, графа Михала Валицкого.

Являлся городской административной резиденцией, частью градостроительного ансамбля XVIII века — Городницы. На плане Городницы 1780 года отмечен как резиденция вице-администратора Гродненской экономии. В связи с этим дворец нередко путают с домом вице-администратора. Здание спроектировано по поручению Антония Тизенгауза, предположительно архитектором И. Мезером, в сотрудничестве с Д. Сакко. По другой версии — Сакко продолжал строительство комплекса, доработав проект. Некоторые исследователи считают Сакко единственным автором проекта. Кроме того, предполагается, что здание занимает территорию старой королевской резиденции на Городнице, так называемого замка Боны, и что где-то же в этом месте стоял старый костёл (по другим данным церковь) Св. Николая.
Передан королём Станиславом Августом Понятовским подскарбию А. Дзеконскому. В резиденции Дзеконского жил русский посол Яков Сиверс, в период проведения последнего сейма Речи Посполитой. Позднее дворец был продан известному авантюристу - графу М. Валицкому. По сведениям историка А. Чернякевича во дворце останавливался император Александр I, во время своего визита в Гродно в 1802 году. Перед войной 1812 года в здании квартировался казачий корпус Матвея Платова.  В 1858 году комплекс был выкуплен брестским православным епископом Игнатием, для организации резиденции священников гродненской епархии. После этого во дворце жили выдающиеся церковные деятели: Макарий (Булгаков), Никанор (Каменский), Иоаким (Левицкий), Иероним (Экземплярский), Михаил (Ермаков).
В 1919 году, во время нахождения в Гродно правительства БНР, в здании дворца размещалась белорусская армейская комендатура.
Комплекс, как и более 150-ти лет назад, принадлежит РПЦ.

## Архитектура

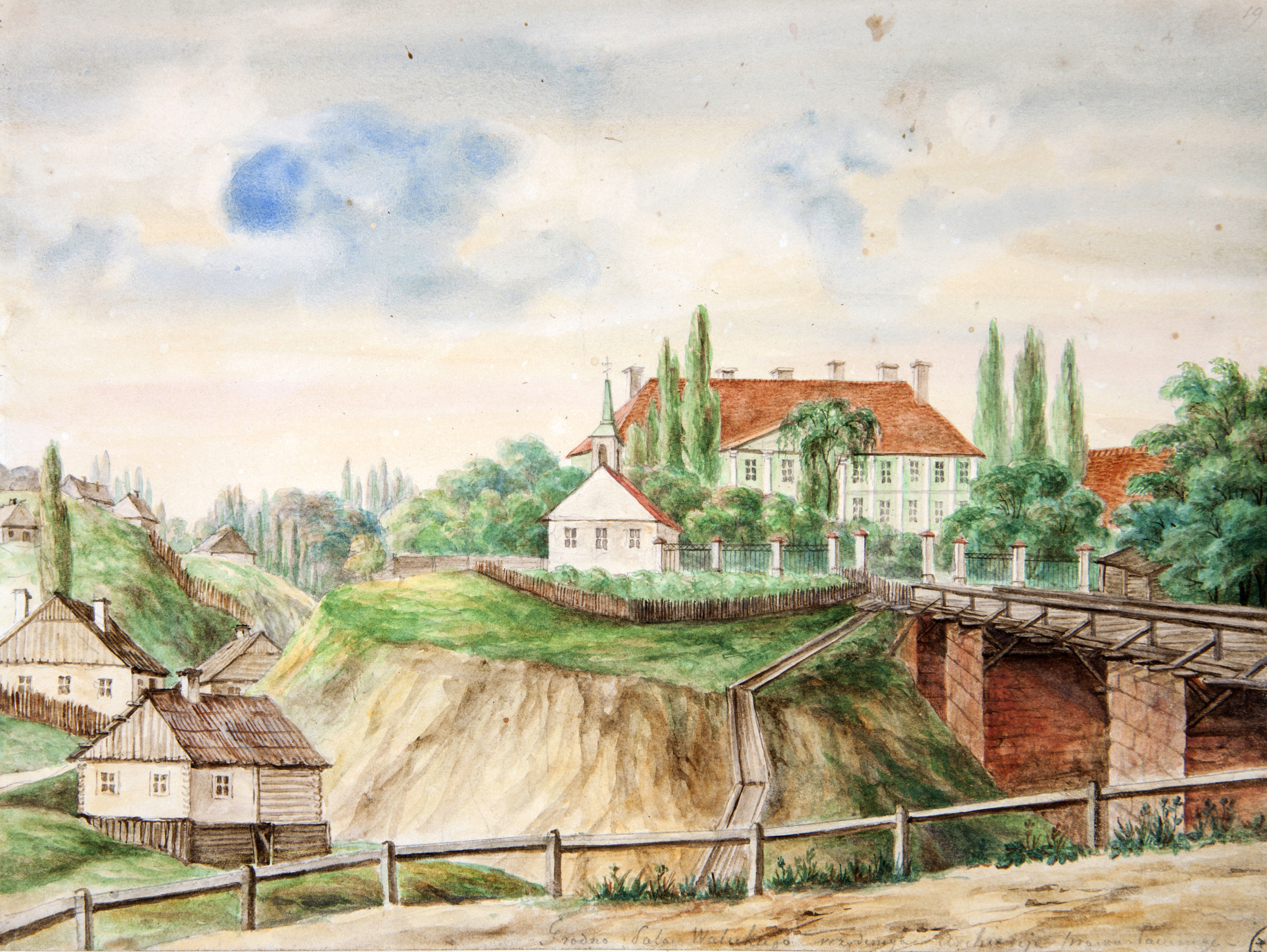
Дворец на акварели Н. Орды (вторая половина XIX века). Видна часовня в сохранившемся левом флигеле.

Комплекс дворца представляет собой трёхэтажное главное здание, в стиле классицизма, и два симметрично размещённых флигеля. Центр дворца был выделен ризалитом и декорирован пилястрами ионического ордера, а также фронтоном с лепниной. Во время реставрации комплекса был возвращён фронтон, но лепные украшения не восстанавливались. Кроме того, вопреки решению Рады Минкульта, ночью, по инициативе местных властей, был разобран правый флигель. Позднее на его месте построена церковь (исторически церковь размещалась в левом флигеле), частично соответствующая ему внешним видом.
Не полностью сохранился парк: изначально регулярный, а позднее пейзажный.
Интересно, что на так называемом французском плане города, датированном 1812 годом, участок резиденции показан укреплённым, то есть проект фортификационных работ предусматривал такое решение. Здесь предполагалось сделать редут — замкнутое укрепление, которое окружило бы здания дворцового комплекса.